# Сунгур Чауш бег джамия
Сунгур Чауш бег/бей джамия (на турски: Sungur Çavuş Bey Cami, на македонска литературна норма: Сунгур Чауш бег/беј џамија) е бивш мюсюлмански храм в град Битоля, Северна Македония.

## Местоположение
Джамията е била разположена на левия бряг на Драгор, близо до Овчи пазар.

## История
Джамията е построена от Сунгур Чауш бег в 1434/35 година вероятно върху стара църква и е първата джамия, изградена в Битоля, и една от най-старите на Балканите. Известна е и като Ески, Атик или Солак джамия. Около нея са били изградени дюкяни, хан и пазар, който някои историци смятат за начало на Битолската чаршия.
Джамията е имала надпис:
| „ | Bi’ abdihi leylen mine’l-mescidi’l-haram ile’l-mescidi’l Aksâ emere bi bina-i haze’l-mescid Eş’şerif el mübarek Hacı Çavuş Beg (Bey) bin Abdullah fî zamân sahibi’l karar naşiri’l-adli ve’l-ihsân Murad ibn-i Mehmed bin Bayezıd Han halledellahû memleketehu ve e b-bede saltanatahu fî tarih hamse ve işrûn ve semane-mie ammere ibn-i Abdul-lah haze’l-mescid sa’yen cemîlen | “ |

Според Мехмед Тефик, Сунгур Чауш бей бил един от пълководците на султан Мурад II, който произходжал от този край и бил взет като малък за еничери като кръвен данък. Връщайки се от войната срещу Скендер бег, Сунгур Чауш-бег харесва положението на Битоля и моли султан Мурад II да му позволи да се засели тук. Желанието му е удовлетворено и едно от първите му начинания е възстановяването на джамията, която всъщност е стара църква, превърната в джамия. В негова чест джамията е наречена Сунгур Чауш-бег джамия. [неблагонадежден източник]

Джамията е имала и голям вакъф. Според Индивидуалния фискален дефтер за Битолската нахия от 1467/68 година село Попължани, което е едно от най-големите села през този период в споменатата територия, е част от вакъфа на Сунгур Чауш бей. Вакъфското село Попължани имало годишен приход от 15 500 акчета, от които 5 500 акти се давали за джизие (държавен данък в Османската империя, който способните поданици немюсюлмани плащали на държавата). Общият приход от всички вакъфи на Сунгур чауш бей е 28 960 и 3000 акчета годишно. Имало разход за мутавелиите (управители на недвижимото и движимото имущество на вакъфите), както и 4320 акчета за издръжката на джамията в Битоля. Имало разходи и за имарета (обществена кухня) в град Битоля и за месджидите (малки джамии) във Видин и Одрин. Общо тези разходи възлизат на 28 070 ачкета годишно, а останалите 890 акчета трябвало да се използват за дребни ремонти на съоръженията. В комплекса на джамията е имало и медресе, действащо и през първите години на XX век. Вакъфът имал 7 воденици с приход от 4660 акчета, хамам с приход от муката от 8000 акчета.
В XIX век джамията е опожарена и генерално възстановена в 1863 година. тогава вакъфът е управляван от жена - Хайрие, което е куриозно за Османската империя.
Джамията е разрушена в 1956 година при създаването на улица „Иван Милутинович“ при общата социалистическа модернизация на града. Въпреки че има силна съпротива срещу това решение и са направени опити да бъде съхранена като културно-исторически обект, усилията са неуспешни. При разрушаването е открит Битолският надпис на цар Иван Владислав, епиграфски паметник от Средновековието. Открит е и масов гроб, в който скелетите са оковани един за друг.